# Неозначуване поняття
У математиці, логіці, філософії та формальних системах неозначуване поняття (невизначене поняття, примітивне поняття, англ. primitive notion) — це початкове, базове поняття, визначення якого не дається. Часто це мотивується неформально, як правило, зверненням до інтуїції та повсякденного досвіду. В аксіоматиці відношеня між неозначуваними поняттями обмежені аксіомами. Деякі автори називають останнє «визначенням» неозначуваних понять за допомогою однієї або кількох аксіом, але це може ввести в оману. Формальні теорії не можуть обійтися без неозначуваних понять, бо інакше з'явиться проблема нескінченної регресії.

## Деталі
Альфред Тарський пояснював роль неозначуваних понять так:
Коли ми ставимо собі за мету побудувати певну галузь знань, ми виокремлюємо насамперед певну невелику групу тверджень цієї галузі, які видаються нам одразу зрозумілими; твердження цієї групи ми називаємо ПРИМІТИВНИМИ ПОНЯТТЯМИ або НЕОЗНАЧУВАНИМИ ПОНЯТТЯМИ і ми використовуємо їх без пояснення їхніх значень. При цьому ми дотримуємося принципу: не використовувати жодного іншого твердження галузі, що розглядається, якщо його значення не було попередньо визначено за допомогою неозначуваних понять і таких тверджень галузі, значення яких було пояснено раніше. Речення, яке визначає значення поняття таким чином, називається ОЗНАЧЕННЯМ,...Оригінальний текст (англ.)
When we set out to construct a given discipline, we distinguish, first of all, a certain small group of expressions of this discipline that seem to us to be immediately understandable; the expressions in this group we call PRIMITIVE TERMS or UNDEFINED TERMS, and we employ them without explaining their meanings. At the same time we adopt the principle: not to employ any of the other expressions of the discipline under consideration, unless its meaning has first been determined with the help of primitive terms and of such expressions of the discipline whose meanings have been explained previously. The sentence which determines the meaning of a term in this way is called a DEFINITION,... 
Неминучий регрес до неозначуваних понять у теорії пізнання пояснив Гілберт де Б. Робінсон:
Для нематематика часто стає несподіванкою те, що неможливо дати чітке визначення всім поняттям, які використовуються. Це не поверхнева проблема, вона лежить в основі всіх знань; необхідно з чогось починати, і щоб досягти прогресу, потрібно чітко визначити ті елементи і відношення, які є невизначеними, і ті властивості, які сприймаються як належне.Оригінальний текст (англ.)
To a non-mathematician it often comes as a surprise that it is impossible to define explicitly all the terms which are used. This is not a superficial problem but lies at the root of all knowledge; it is necessary to begin somewhere, and to make progress one must clearly state those elements and relations which are undefined and those properties which are taken for granted. 

## Приклади
Необхідність неозначуваних понять проілюстрована кількома аксіоматичними засадами математики:
- Теорія множин: Поняття множини є прикладом неозначуваного поняття. Як пише Мері Тайлз[en]:[4] «Визначення» «множини» — це не стільки визначення, скільки спроба пояснити щось, чому надається статус примітивного, невизначеного терміну. Як доказ вона цитує Фелікса Гаусдорфа: «Множина утворюється шляхом об'єднання окремих об'єктів у ціле. Множина — це множинність, що мислиться як єдине ціле»
- Наївна теорія множин: порожня множина є неозначуваним поняттям. Стверджувати, що вона існує, було б неявною аксіомою.
- Арифметика Пеано: функція-наслідувач[en] та число нуль є неозначуваними поняттями. Оскільки арифметика Пеано корисна для вивчення властивостей чисел, об'єкти, які представляють неозначувані поняття, можуть не мати чіткого значення.[5]
- Аксіоматика: Неозначувані поняття залежать від набору аксіом, обраних для системи. Алессандро Падоа[en] обговорював цей вибір на Міжнародному філософському конгресі[en] в Парижі 1900 року.[6] Самі поняття не обов'язково повинні бути сформульовані; Сьюзен Хаак (1978) пише: «Іноді кажуть, що набір аксіом дає неявне визначення своїх неозначуваних понять.»[7]
- Евклідова геометрія: Згідно з системою аксіом Гільберта, неозначуваними поняттями є точка, пряма, площина, конгруентність, лежати між (стосується точок) і належність (стосовно точок і прямих, точок і площин, прямих і площин).
- Евклідова геометрія: Згідно з системою аксіом Пеано неозначуваним поняттями є точка, відрізок і рух.